# Bufo nasicus
The Sapo Narigudo (Bufo nasicus) là một loài cóc thuộc họ Bufonidae.
Loài này có ở Guyana, Venezuela, và có thể cả Brasil.
Môi trường sống tự nhiên của chúng là rừng ẩm vùng đất thấp nhiệt đới hoặc cận nhiệt đới, vùng núi ẩm nhiệt đới hoặc cận nhiệt đới, và sông ngòi.